# سيرجي ليبميتس
سيرجي ليبميتس (5 أبريل 1987 بتالين في إستونيا - ) هو لاعب كرة قدم إستوني في مركز حراسة المرمى. لعب مع بولتيهنيكا تيميسوارا وليفاديا تالين ونادي بوليتكنيكا ياشي ونادي بياترا نيامتس وكونكورديا كياجنا وTartu JK Merkuur ‏ وFC Hämeenlinna ‏ وTallinna JK ‏ وFCI Levadia U21 ‏ ونادي ترانز نارفا وTüri Ganvix JK ‏.

## روابط خارجية
- سيرجي ليبميتس على موقع الاتحاد الأوربي (الإنجليزية)
- سيرجي ليبميتس على موقع اتحاد إستونيا (الإنجليزية)
- سيرجي ليبميتس على موقع قاعدة بيانات كرة القدم.إي يو (الإنجليزية)
- سيرجي ليبميتس على موقع ناشيونال فوتبول تيمز (الإنجليزية)
- سيرجي ليبميتس على موقع Soccerway.com (الإنجليزية)
- سيرجي ليبميتس على موقع عالم كرة القدم.نت (الإنجليزية)